# نگزنایووا
نگزنایووا (به لاتین: Nieznajowa) یک روستا در لهستان است که در گمینا سنکووا واقع شده‌است.